# Maria Waldrast
Maria Waldrast è un monastero di Matrei am Brenner, nel Tirolo. Situato a 1 638 metri sul livello del mare e nei pressi del monte Serles, è uno dei monasteri più alti d'Europa.

## Storia

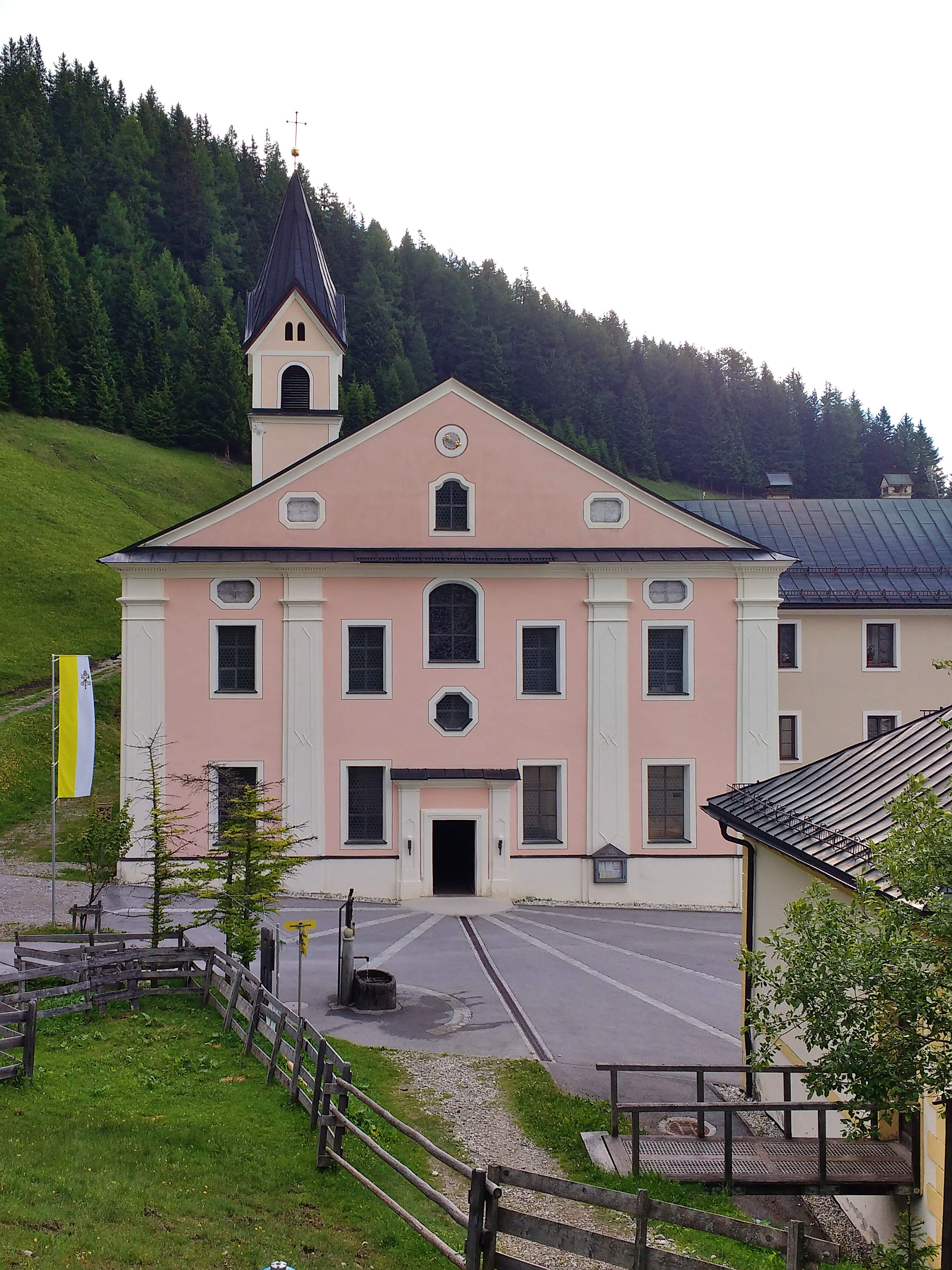
Facciata della chiesa

Secondo una leggenda cristiana del 1392, due giovani pastori di nome Hans e Peter, il Sabato Santo del 1407, trovarono nei pressi dell'attuale monastero un ritratto di Maria, caduto da un albero. I due, tornati alle loro abitazioni, descrissero l'accaduto ai compaesani, che scelsero di recarsi personalmente sul luogo per osservare l'immagine della Madonna. In seguito un contadino di cognome Lusch, un giovane di Matrei am Brenner, ebbe una visione della Madonna con un bambino in braccio che gli ordinava di costruire una chiesa sul luogo del miracolo. Inizialmente dubbioso, Lusch iniziò tra il 1407 e il 1409 (quando ottenne il permesso dal vescovo di Bressanone) la costruzione dell'edificio, concluso e consacrato poi vent'anni più tardi. L'originale complesso architettonico venne demolito nel 1724, per poi essere ricostruito da questa data fino al 1738, quando assunse l'aspetto odierno. Il complesso architettonico è, a partire dal 1429, meta di pellegrinaggi.
La costruzione del monastero, invece, ebbe inizio nel 1621, e l'edificio venne affidato ai serviti. Sotto Claudia de' Medici, i lavori furono terminati nel 1644, mentre nel 1660 furono realizzati nuovi altari, poi ridecorati tra il 1738 e il 1745 in stile barocco. Il monastero venne in seguito demolito per due volte: è nel 1945 che i monaci ripresero il controllo dell'edificio.
A febbraio del 1785 Giuseppe II d'Asburgo-Lorena di fatto chiuse il complesso, vietando anche i pellegrinaggi: solo nel 1844 i monaci ripresero il controllo di Maria Waldrast, nel frattempo demolito, e ricostruirono gli ambienti.
Nel 1941 la chiesa e il monastero vennero chiusi nuovamente, dai nazionalsocialisti, e parzialmente demoliti. A giugno 1945 il sito religioso tornò ai serviti, che ricostruirono il necessario. Poi, dal 1986 al 1995 avvennero nuovi lavori di ristrutturazione.

## Interno
All'interno della chiesa si trova un coro in stile gotico, realizzato nel XV secolo, oltre ad altari e opere di Michael Waldmann il Giovane.